# 김효진 (모델)
김효진(1982년 9월 22일 ~ )은 대한민국의 모델, 방송인이다. 김효진은 2000년 SBS 주최의 슈퍼모델 선발대회로 데뷔하였다. 이어 엘리트 모델 매니지먼트와 더불어 세계 양대 모델 모델 에이전시 포드 모델스에 발탁되 뉴욕, 파리, 밀라노. 동경 등에서 패션 매거진, 패션 위크에서 활동하였으며, SK 텔레콤 대우자동차 LG 자이 화장품, SK2 등 글로벌 광고에 등장했으며, 최근엔 슈퍼탤런트 오브 더 월드의 메인 호스트로 발탁되었다.

## 학력
- 한양대학교 연극영화과 (학사)
- 연세대학교 대학원 언론홍보학과 (석사) 졸업

## 활동
뉴욕, 파리, 밀라노 등에서 활동 경력이 있는 김효진은 현재 SBS 주최 슈퍼모델선발대회의 수상자들로 구성된 아름회의 회장이기도 하며, 그녀는 2019년 10월 개최되는 슈퍼탤런트 오브 더 월드 시즌 13에 수석안무겸 호스트로 발탁되어 여행과 패션을 컨버전서한 유튜버 인플루언서를 선보인다. 동양인 최초로 파리에서 시작하여 아비뇽, 니스, 모나코, 밀라노, 베니스, 피사, 플로렌스, 카프리섬, 로마까지 장장 20일간 34개 도시에서 패션 유튜버로 전 세계와 소통하여 한국 및 전 세계 모델들에게 새로운 수익모델을 제시할 것으로 보인다.

## 모델 경력
- 뉴욕 패션위크
- 파리 패션위크
- 밀라노 패션위크

## TV 방송
- 신이라 불리운 사나이
- TV 조선 아내의 맛 게스트
- J 골프 퀸즈컵
- SBS 골프, 스포츠 대탐험
- 슈퍼탤런트 패션테인먼트 X 김효진 (2019년 10월)

## CF
- SK 텔레콤
- 대우자동차 라쎄티
- LG 화장품 개시켓, 자이
- 한불 화장품

## 경력사항
- SBS 슈퍼모델 선발대회 심사위원
- 슈퍼모델 선발대회 수상자 모임 아름회 회장
- 슈퍼탤런트 오브 더 월드 글로벌 홍보대사

### 영화
- 유감스러운 도시

### 연극
- 도둑놈 다이어리

### 라디오
- SBS 103.5 러브 FM DJ

### 뮤직비디오
- 이승기 M/V
- 프라이머리 M/V

## 홍보대사
- 2016년 1월 대한사회복지회 - 홍보대사 위촉